# Sally Pearsonová
Sally Pearsonová, rozená Sally McLellanová (* 19. září 1986 Sydney) je bývalá australská atletka, olympijská vítězka a dvojnásobná mistryně světa, která se specializovala na krátké sprinty a překážkové běhy.
V roce 2011 se na světovém šampionátu v Tegu stala mistryní světa v běhu 100 metrů překážek. V témže roce se stala vítězkou v anketě Atlet světa. V roce 2012 se stala v Istanbulu halovou mistryní světa v běhu 60 metrů překážek a na LOH 2012 vyhrála běh na 100 m překážek.

## Kariéra
První velký úspěch zaznamenala v roce 2003 na mistrovství světa do 17 let v kanadském Sherbrooke, kde získala zlatou medaili na stovce s překážkami. O rok později doběhla čtvrtá na juniorském mistrovství světa v Grossetu. Na témže šampionátu však vybojovala bronzovou medaili v běhu na 100 metrů. Na světovém šampionátu v Ósace 2007 se představila v obou disciplínách, ale skončila shodně v semifinálových bězích.
Reprezentovala na letních olympijských hrách v Pekingu, kde ve finále běhu na 100 metrů překážek proběhla cílem v čase 12,64. Stejný čas zaběhla také Kanaďanka Priscilla Lopesová-Schliepová. Cílová fotografie rozhodla, že stříbro nakonec získala australská překážkářka. Na mistrovství světa v Berlíně 2009 se umístila na pátém místě, její čas měl hodnotu 12,70.
V roce 2011 vybojovala na MS v atletice v jihokorejském Tegu zlatou medaili v novém osobním rekordu 12,28 s, čímž vytvořila nový rekord šampionátu. Za světovým rekordem Bulharky Jordanky Donkovové zaostala o sedm setin sekundy. Na tomto mistrovství startovala i ve štafetě na 4×100 metrů, avšak australské kvarteto vypadlo v rozběhu. O rok později zvítězila v této disciplíně na olympiádě v Londýně.
V britské metropoli v roce 2017 získala svůj druhý titul mistryně světa v běhu na 100 metrů překážek.
V bězích na 100 m, 200 m a 100 m překážek je několikanásobnou mistryní Austrálie.
V srpnu 2019 ukončila sportovní kariéru.

## Osobní rekordy
- 60 m př. (hala) – 7,73 s – 10. března 2012, Istanbul
- 100 m př. (dráha) – 12,28 s – 3. září 2011, Tegu